# Трушкин, Василий Прокопьевич
Васи́лий Проко́пьевич Тру́шкин (31 июля 1921, село Подгоренка, Саратовская губерния — 16 августа 1996, Иркутск) — русский советский и российский литературовед, литературный критик, библиофил, педагог.
Видный исследователь литературного движения в Сибири. Доктор филологических наук (1970), почётный профессор ИГУ (1995). Заслуженный деятель науки РСФСР (1982). Член Союза писателей СССР (1962). Член Союза российских писателей. Составитель словаря «Литературная Сибирь» в двух томах (1986, 1988).

## Биография
Родился 31 июля 1921 года в селе Подгоренка (ныне — Екатериновского района Саратовской области). В 1933 году родители, спасаясь от голода, переехали в Сибирь.
В 1939 году после окончания девяти классов поступил в Иркутский учительский институт, в 1940 году перевёлся в Иркутский государственный университет, который окончил с отличием в 1945 году. Ученик крупного литературоведа Марка Константиновича Азадовского.
С 1948 года начал преподавать на филологическом отделении ИГУ. В 1950 году защитил кандидатскую диссертацию на тему «Творческий путь Э. Багрицкого» в ИМЛИ им. А. М. Горького в Москве.
Заведовал кафедрой русской и зарубежной литературы ИГУ, затем — кафедрой советской литературы (переименована в кафедру новейшей русской литературы).
На рубеже 1950—1960-х годов руководил университетским литературным кружком при редакции газеты «Иркутский университет», в котором принимали участие драматург Александр Вампилов, поэт Анатолий Преловский, прозаики Валентин Распутин, Ким Балков, Анатолий Шастин, бурятский литературовед и критик Василий Найдаков, лирик Ким Ильин.
В 1962 году был принят в Союз писателей СССР.
В 1966 году присвоено звание профессора.
В 1970 году защитил докторскую диссертацию на тему «Пути развития литературного движения Сибири (1900—1932 гг.)».
Вместе с Валентином Распутиным, Геннадием Гайдой, Анатолием Кобенковым входил в Клуб книголюбов, которым руководил Марк Сергеев.
В 1979 году вошёл в редакционную коллегию книжной серии «Литературные памятники Сибири» Восточно-Сибирского книжного издательства (Иркутск).
В 1982 году присвоено звание Заслуженный деятель науки РСФСР.
В 1995 году присвоено звание почётного профессора ИГУ.
Более 50 лет посвятил исследованию литературных процессов Сибири.
Василий Трушкин скончался 16 августа 1996 года в Иркутске. Похоронен на Смоленском кладбище.

## Творчество
С 1939 года начал печататься.
Публиковался в альманахе «Новая Сибирь», журнале «Сибирские огни», газетах «Восточно-Сибирская правда» и «Советская молодёжь».
В 1957 году вышла первая брошюра «А. Н. Толстой об общественной природе искусства и литературы».
В 1961 году вышла первая книга «Литературные портреты», посвящённая творчеству Гавриила Кунгурова, Иннокентия Луговского, Константина Седых, Франца Таурина.
В 1965 году вышла монография «Сибирский партизан и писатель П. П. Петров».
В 1972—1978 годах создал обширную панораму литературных сил Сибири в трилогии, изданной в Иркутске:
- Пути и судьбы, 1972.
- Из пламени и света, 1976.
- Восхождение, 1978.

Создал литературные портреты Владимира Зазубрина, Исаака Гольдберга, Александра Балина, Василия Непомнящих, Михаила Скуратова и многих других. Заново открыл творчество Дмитрия Глушкова, Игоря Славнина и многих других.
В 1980-е годы инициировал подготовку, выступил составителем (вместе с В. Волковой), научным редактором и автором ряда статей библиографического словаря «Литературная Сибирь» (1986, 1988), который охватывает творчество писателей Восточной Сибири от середины XVIII до второй половины XX века и остаётся единственным полным справочником. Справочник должен был стать трёхтомным, однако третий том так и не вышел.

## Избранная библиография
- А. Н. Толстой об общественной природе искусства и литературы. — Иркутск, 1957.
- Литературные портреты: Писатели-сибиряки. — Иркутск, 1961.
- Сибирский партизан и писатель П. П. Петров: Повесть героической жизни. — Иркутск: Вост.-Сиб. кн. изд-во, 1965. — 252 с., портр.
- Литературная Сибирь первых лет революции. — Иркутск: Вост.-Сиб. кн. изд-во, 1967. — 312 с.
- Пути и судьбы: Литературная жизнь Сибири. 1900—1917 гг. — Иркутск: Вост.-Сиб. кн. изд-во, 1972. — 438 с.ил.
- Из пламени и света: Гражданская война и литература Сибири. — Иркутск: Вост.-Сиб. кн. изд-во, 1976.
- Восхождение: Литература и литераторы Сибири 20-х — начала 30-х годов. — Иркутск: Вост.-Сиб. кн. изд-во, 1978.
- Литературный Иркутск: Очерки, литературные портреты, этюды. — Иркутск: Вост.-Сиб. кн. изд-во, 1981. — 352 с.
- Друзья мои… Из дневников 1937—1964 годов. Очерки и статьи. Из альбома «Нефтефлот литературы». Воспоминания о В. П. Трушкине / сост. А. В. Трушкина. Вступ. ст. Б. С. Ротенфельда. — Иркутск: Издатель Сапронов, 2001.

## Почётные звания
- Заслуженный деятель науки РСФСР (1982).
- Почётный профессор ИГУ (1995).

## Память
- В 2001 году на здании филологического факультета Иркутского государственного университета, где работал В. Трушкин, установлена мемориальная доска в его честь[5][6].